# Saint-Césaire-de-Gauzignan
Saint-Césaire-de-Gauzignan este o comună în departamentul Gard din sudul Franței. În 2009 avea o populație de 286 de locuitori.

## Evoluția populației
| An        | 1975 | 1982 | 1990 | 1999 | 2006 | 2009 |
| --------- | ---- | ---- | ---- | ---- | ---- | ---- |
| Populație | 194  | 211  | 212  | 224  | 263  | 286  |